# Темпельгоф
Те́мпельгоф (нім. Tempelhof — подвір'я храму) — район у сьомому адміністративному окрузі Берліна Темпельгоф-Шенеберг. До адміністративної реформи 2001 року Темпельгоф був самостійним округом, до якого також входили сучасні райони Марієндорф, Марієнфельде і Ліхтенраде.
Район Темпельгоф знаходиться на північному сході округу. Він межує на заході з Шенебергом, на південному сході — з Штегліцем, на півдні — з Марієндорфом, на південному сході — з Бріцем, на сході — з Нойкельном, і на півночі — з Кройцбергом.

## Історія
Село Темпельгоф, також як і Марієндорф, Марієнфельде і Ріксдорф, було засноване лицарями ордену тамплієрів. Відповідного документального свідоцтва немає. У 1312 році село було передане у володіння ордену Святого Іоанна Єрусалимського. У 1435 році усі чотири села були продані орденом. Подальші роки послідувала черга перепродажів, до тих пір, поки села не перейшли містам Берлін-Кельн.
У XIX столітті почався економічний розвиток Темпельгофа, передусім, з відкриття у 1871 році кругової залізниці навколо центру Берліна — так званого Рінгбану. У 1878 році в Темпельгофі було підведено газове сполучення, у 1898 — запущена електростанція. Зведений у 1906 році канал Тельтов привів до нового стрибка в розвитку економіки регіону.
У 1920 році згідно з Законом про Великий Берлін були утворені райони Темпельгоф, Марієнфельде, Марієндорф і Ліхтенраде, які були об'єднані в 13-й округ Берліна, що називався також Темпельгоф.
З 8 жовтня 1923 почав функціонувати аеропорт Темпельгоф, який аж до запуску у 1975 році аеропорту Тегель здійснював усі цивільні авіарейси з Західного Берліна.
У 1933 році на Полі Темпельгоф (нім. Tempelhofer Feld) був утворений перший німецько-фашистський концентраційний табір Колумбія-Хаус (нім. Columbiahaus).
У 1966 році запущена лінія U6 підземного метро до вокзалу Альт-Марієндорф.
У 2001 році згідно з новою адміністративною реформою округ Темпельгоф (що складається з районів Темпельгоф, Марієнфельде, Марієндорф і Ліхтенраде) об'єднаний з округом Шенеберг (який складався з районів Шенеберг (Берлін) Шенеберг і Фріденау), внаслідок чого був утворений новий адміністративний округ Темпельгоф-Шенеберг.
30 жовтня 2008 року аеропорт в Темпельгофі було офіційно закрито.

## Пам'ятки
- Аеропорт Темпельгоф
- Поле Темпельгоф
- Будинок Ульштайна (нім. Ullsteinhaus)
- Темпельгофська ратуша
- Сільська церква в Темпельгофі
- Гавань Темпельгоф (нім. Hafen Tempelhof)
- Торговельний центр «Темпельгофська гавань» (нім. Tempelhofer Hafen)
- Височина Вершина Марії (нім. Marienhöhe)
- Культурний центр UfaFabrik

## Галерея

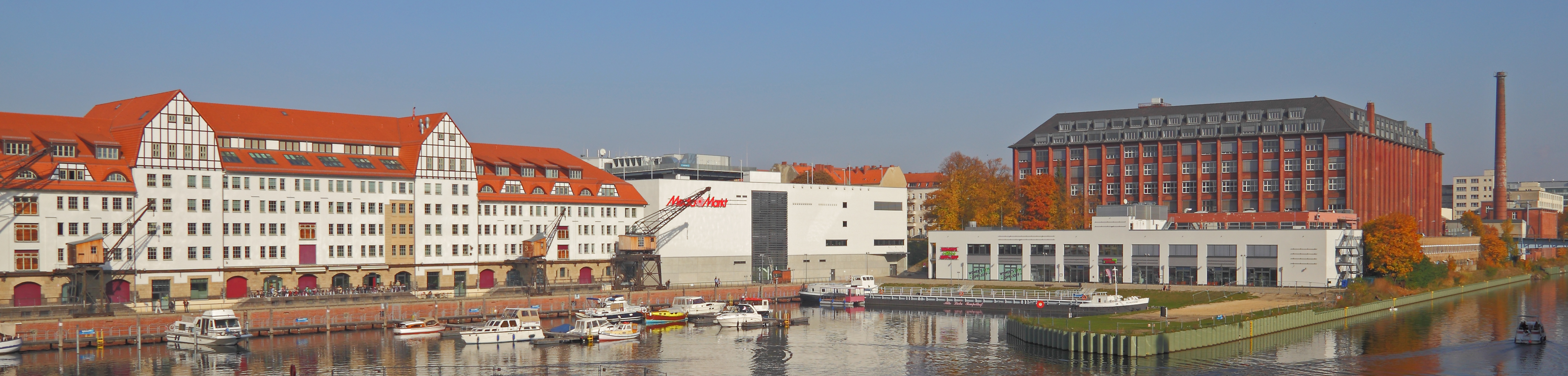
Гавань Темпельгоф

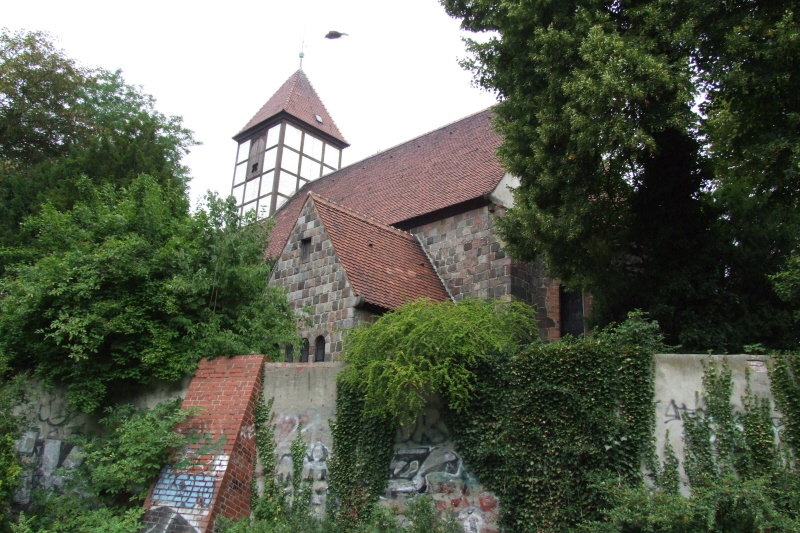
Сільська церква
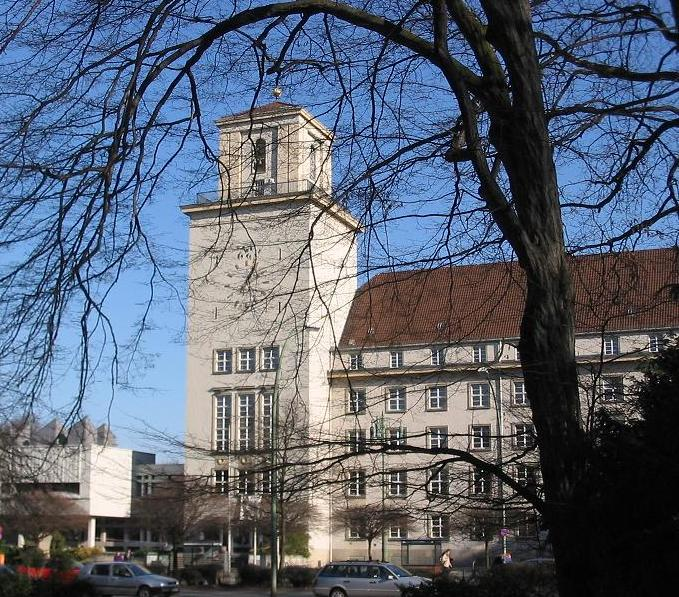
Темпельгофська ратуша
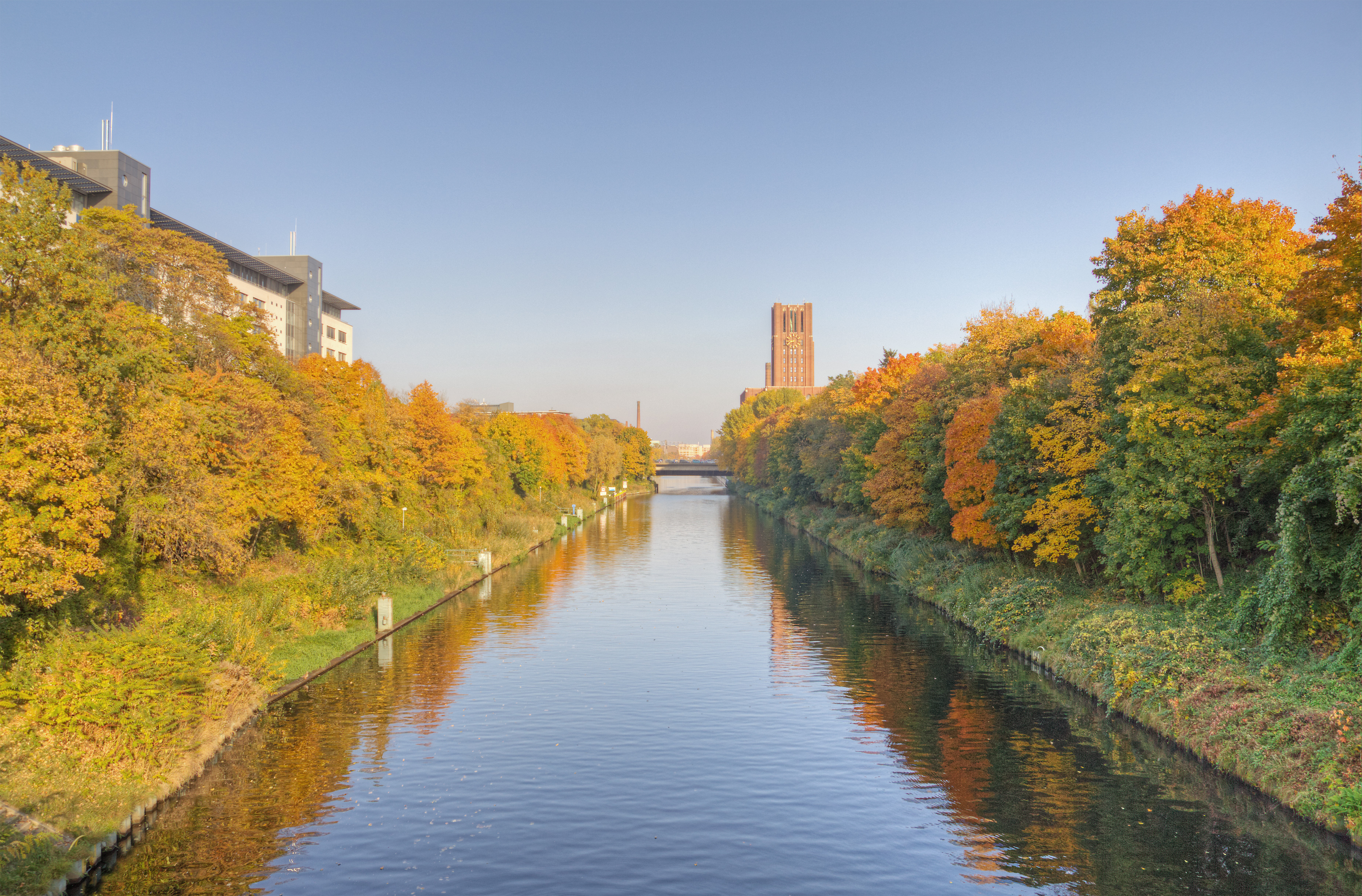
Канал Тельтов у Темпельгофі
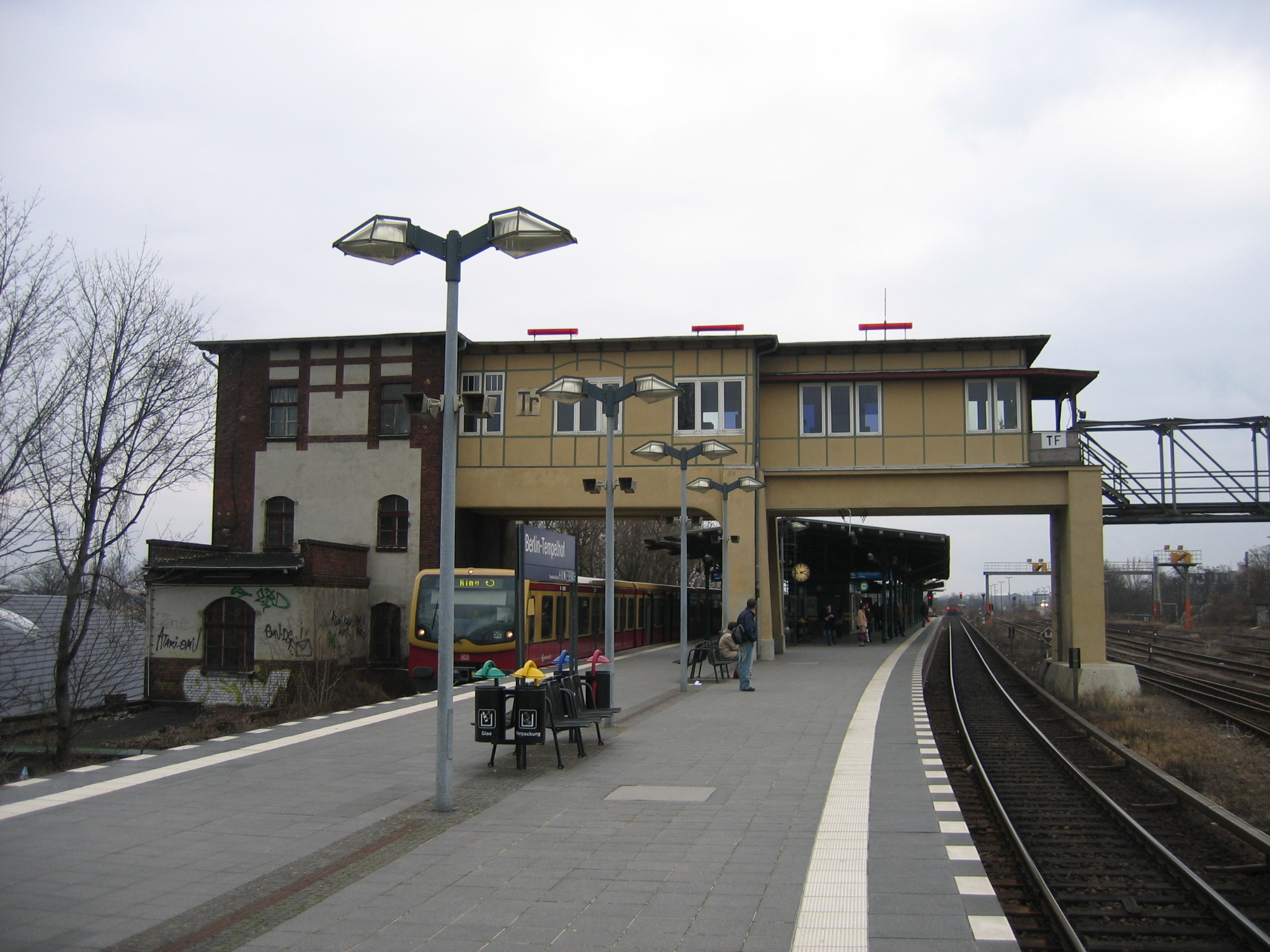
Вокзал Темпельгоф
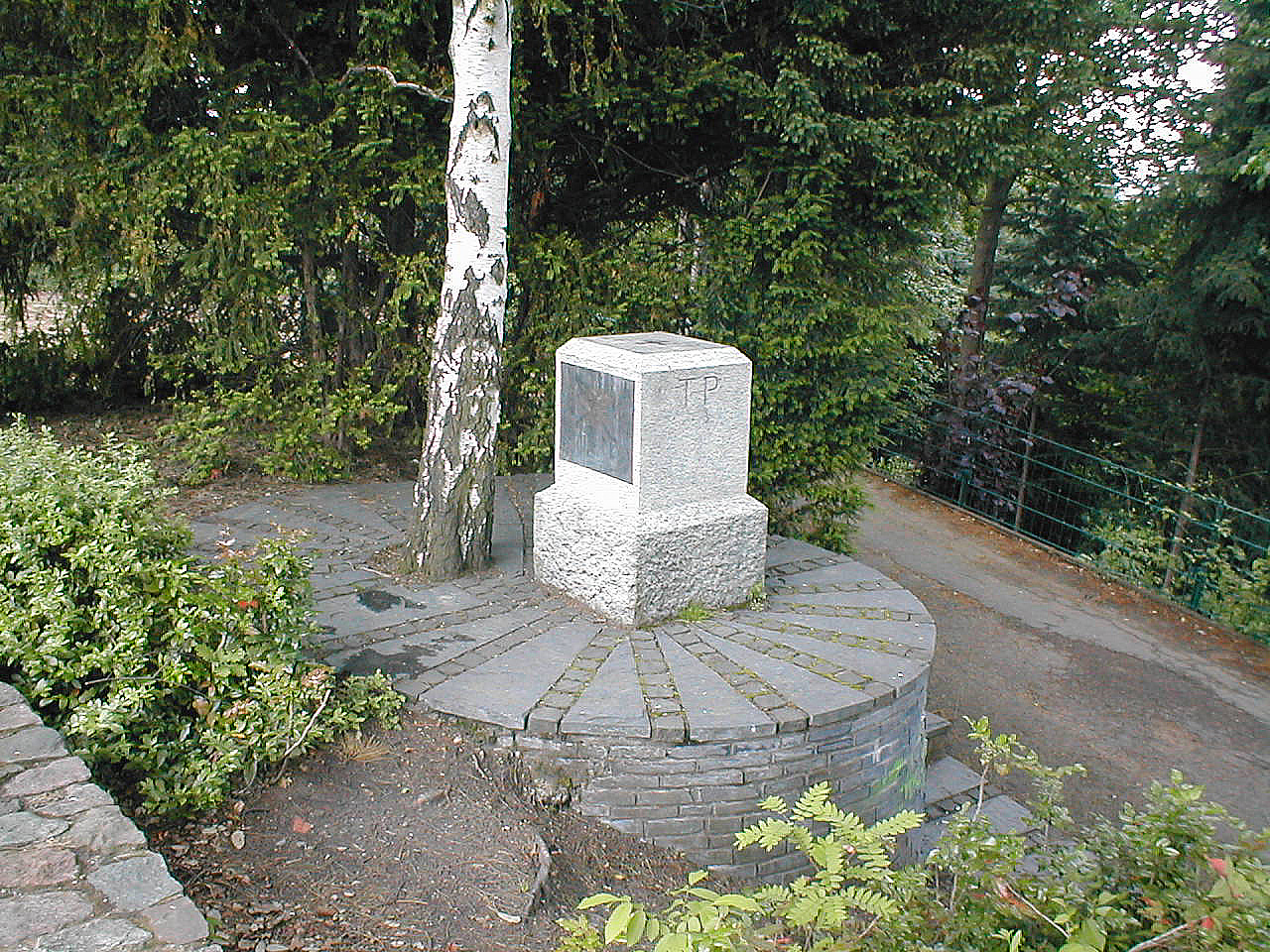
Вершина Марії
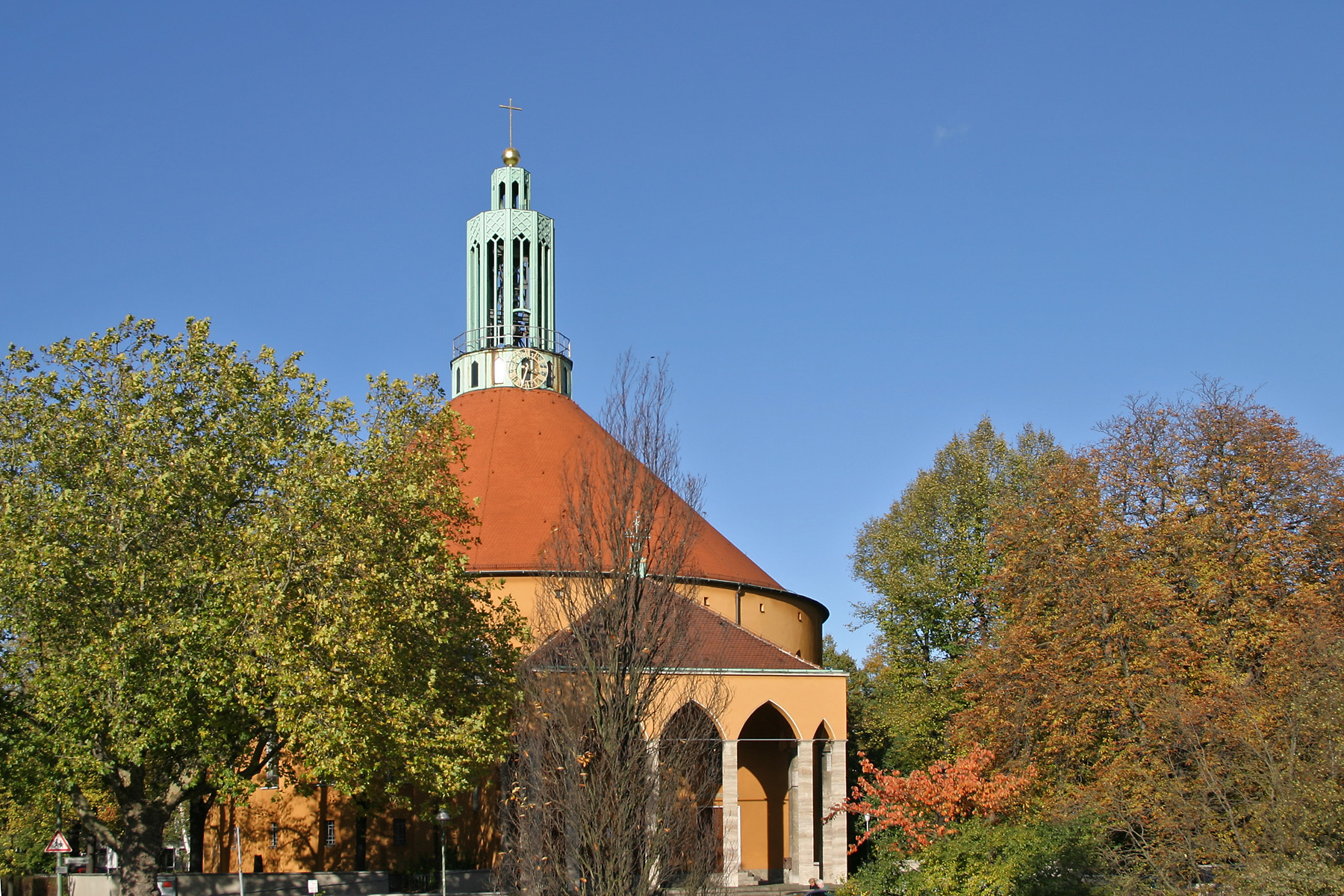
Церква на Полі Темпельгоф
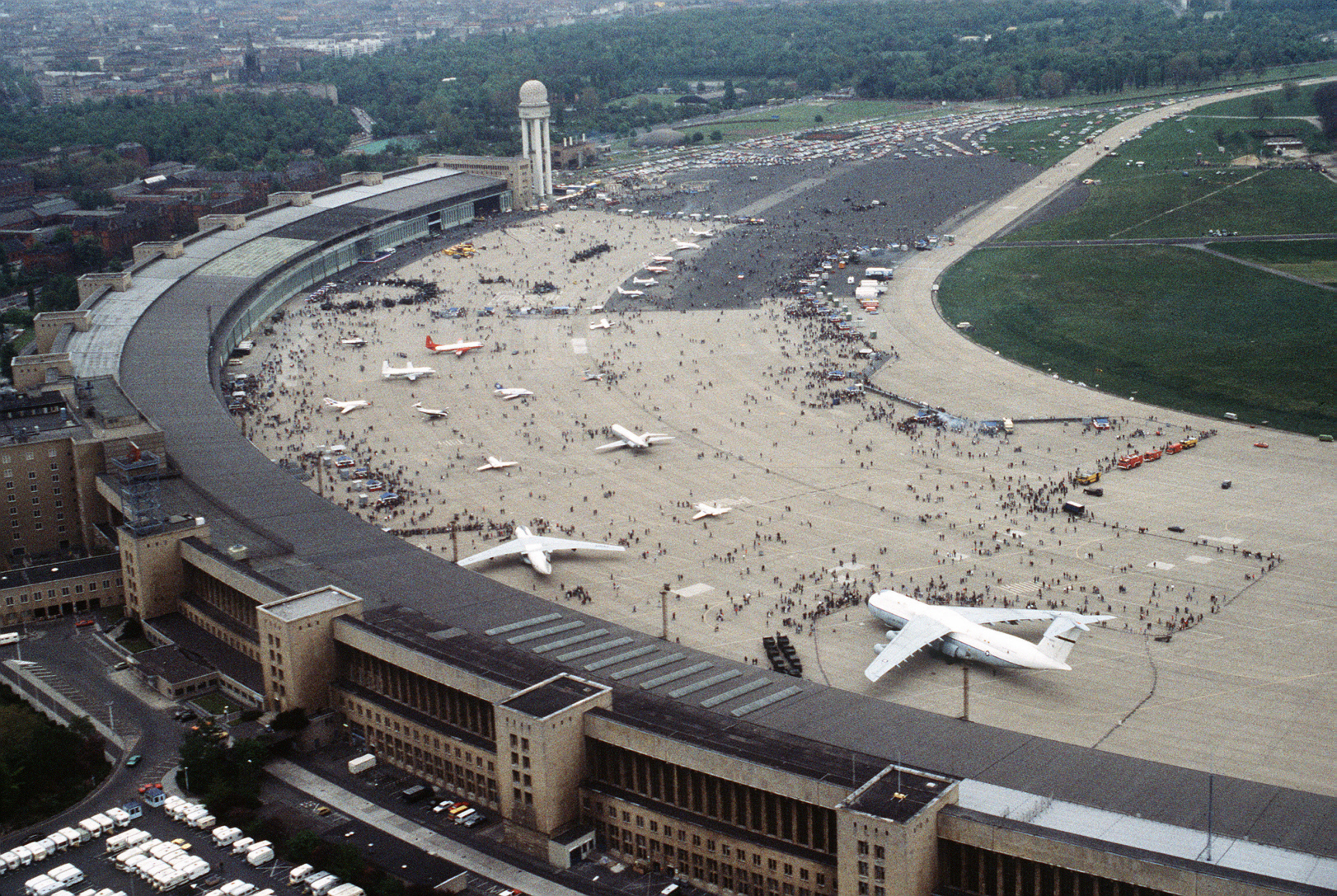
Аэропорт Темпельгоф
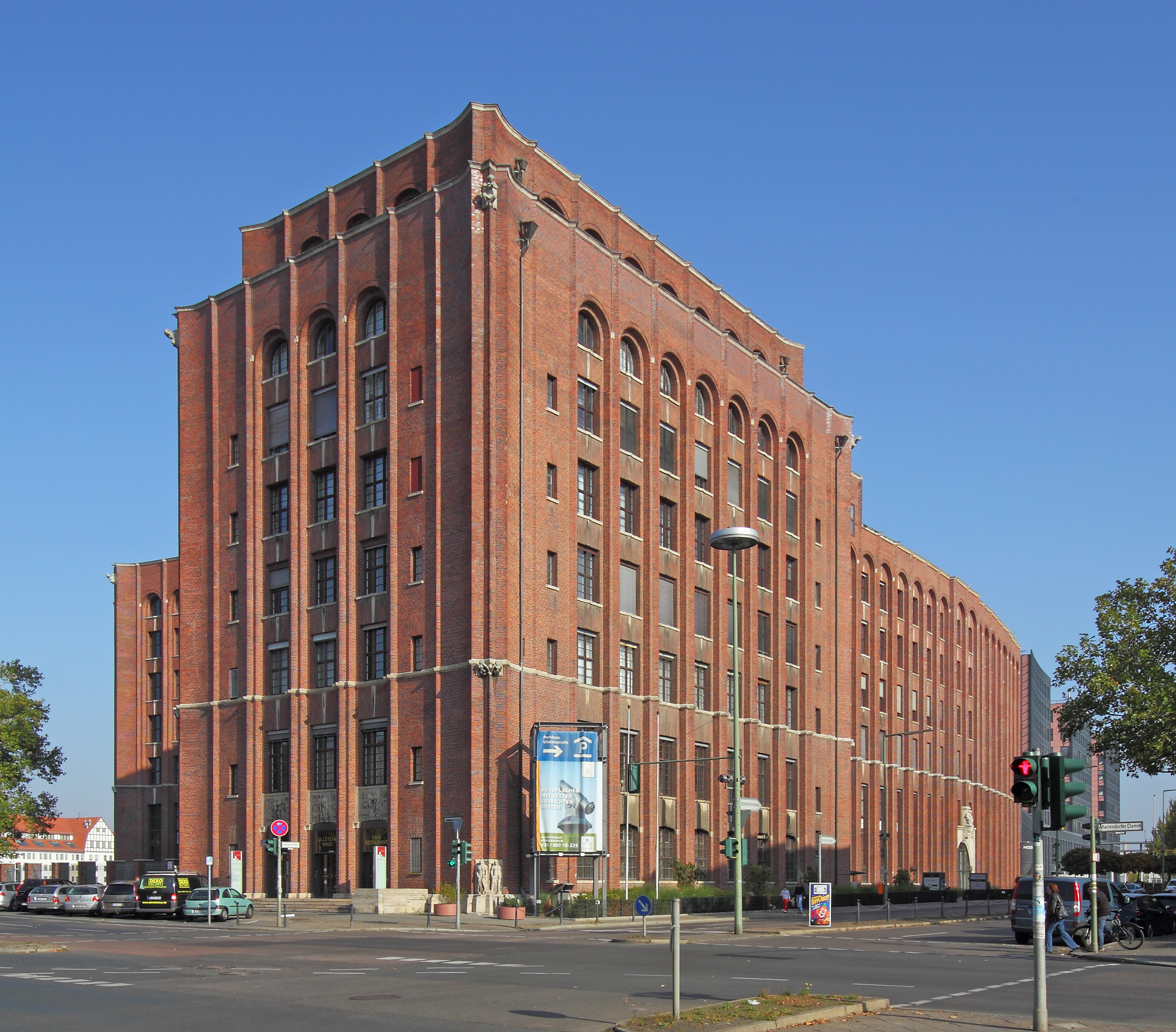
Будинок Ульштайна
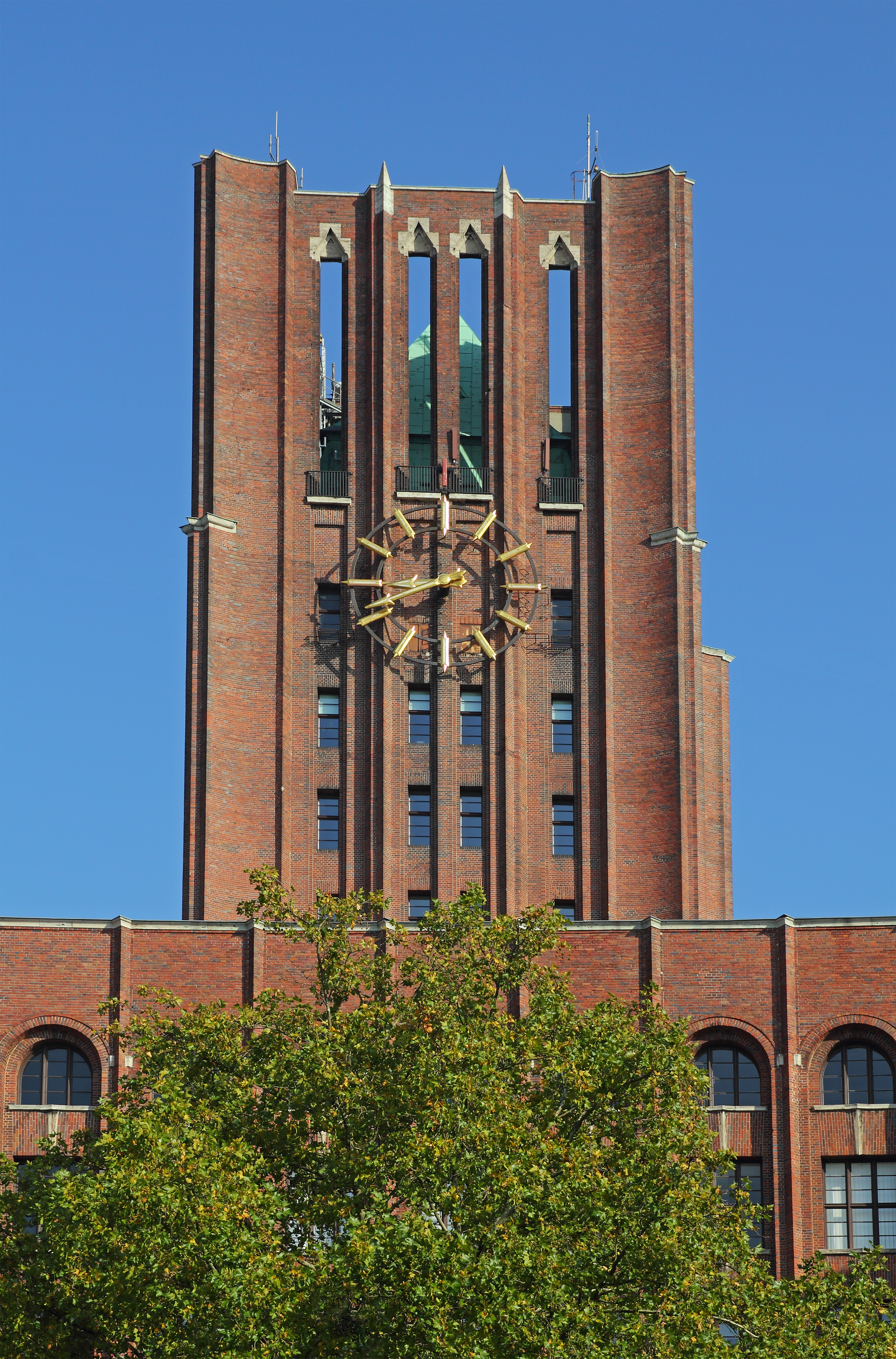
Будинок Ульштайна, годинникова вежа